# Iliaura
Iliaura, jedbo od aboridžinskih plemena iz Sjevernog Teritorija, Australija, na Sandover, Bundey, Ooratippra i Fraser creeku, Mount Swanu, uz rijeke Plenty i Elkedra, MacDonald Downsu i još nekim krajevima, na ukupno 17.800 četvornih milja (46.300 četvornih kilometara).
Kroz povijest poznati su pod nizom drugih sličnih naziva, Il(l)iaura, Iljauara, Iljawara, Ilyauarra, Ilyowra, Illyowra, Illura (1953 u Northern Territory official document), Aliwara (kod plemena Kaititj), Aliawara, Aljawara (Kaititj izgovor), Alyawara, Ilawara (Ngalia termin), Iliama (tipografska pogreška), Jaljuwara i Yalyuwara
Njihov jezik Alyawarr, 1.450 govornika (1996 popis), član je arandske skupine porodice pama-nyungan..